# Gruzínská legie (Wehrmacht)
Gruzínská legie (německy Die Georgische Legion, gruzínsky ქართული ლეგიონი,česky  také Gruzínský legion) byla jednotka v rámci Wehrmachtu během druhé světové války v letech 1941 až 1945 složená z gruzínských válečných zajatců a emigrantů z předsovětské Gruzie. V průběhu války byly části legie zařazeny pod Zbraně SS.

## Vznik jednotky
Německá armáda plánovala v rámci operací proti SSSR vstoupit na území sovětské Gruzie. Pro podporu postupu německých vojsk byla 30. prosince 1941 zformována jednotka z etnických Gruzínců jako takzvaná Gruzínská legie. Byla zformována v polské obci Kruszyna, kde vojáci také obdrželi německé armádní stejnokroje, výzbroj a výstroj. Následně byla divize přemístěna do litevského města Marijampole. Organizačně podléhala Velitelství východních legií (německy Kommando der Ostlegionen). Velitelem legie byl Šalva Maglakelidze.

### Politické cíle jednotky
Politickým cílem této jednotky byla nezávislost Gruzie na Sovětském svazu, kterou Německo slíbilo, garantovalo a dokonce mělo být její území rozšířeno na úkor Ruska. Jedním z důvodů  tohoto odlišného přístupu Němců bylo to, že na ministerstvu pro okupovaná východní území jako poradci Alfréda Rosenberga působili představitelé gruzínské emigrace Alexandr Nikuradze (gruzínsky ალექსანდრე ნიკურაძე) a Michail Achmeteli (gruzínsky მიხეილ ახმეტელი). Politické vedení jednotky měl na starosti Gruzínský národní výbor utvořený v Římě již v roce 1933, který vykonával funkce vlády v exilu. Nacionalisté ve výboru věřili, že Gruzie se stala v roce 1921 součástí SSSR v důsledku agrese sovětských vojsk a Turecka. Příznivý postoj gruzínských emigrantů k Německu byl také dán vzpomínkami na německé vojáky a důstojníky, kteří na konci první světové války doslova zachránili Gruzii před tureckou okupací.

### Formování
Gruzínská jednotka působila pod velením knížete Michaila Culukidzeho, plukovníka Solomona Nikoly Zaldastaniho a dalších důstojníků, kteří dříve sloužili Gruzínské demokratické republice. Legie se skládala z praporů, každý o síle z 800–1000 vojáků a důstojníků, včetně německého personálu. Prapory nesly jména významných gruzínských historických osobností. Celkem bylo na území Polska zformováno 8 gruzínských praporů (795–799, 822–824) a na Ukrajině byly vytvořeny čtyři prapory.
Nábor do legie byl prováděn následujícími způsoby:
1. Z řad zajatců gruzínské národnosti v zajateckých táborech.
2. Z řad proněmecky orientovaných gruzínských emigrantů a jejich dětí.
3. Z řad přeběhlíků gruzínské národnosti.

Celkový odhadovaý počet vojáků, kteří prošli legií je 30 000 osob. Pro porovnání v Rudé armádě sloužilo zhruba 500 000 Gruzínců. Kromě toho určitý, byť nevýznamný, počet Gruzínců sloužil v ROA a různých ukrajinských formacích včetně divize SS Halič. Existovala také gruzínská jednotka SS-Waffengruppe Georgien pod velením standartenführera Michaila-Fridona Zulukidzeho.

### Stejnokroj a znaky
Legionáři nosili stejnokroje německého vzoru, který se vzhledově jen málo lišil od německých vojáků a dalších dobrovolníků z jiných regionů Evropy. V době formování prvních praporů Gruzínské legie (1942) byla vojákům vydána tmavě zelená německá uniforma. Na konci války dostali gruzínští legionáři světle šedé a světle pískově zbarvené uniformy vyrobené pro Africký sbor polního maršála Rommela, který již byl rozpuštěn.
Nárukavní znak byl vytvořen v podobě heraldického štítu s národními symboly a názvem legie. Legionáři měli také na hrudi výšivku německého orla se svastikou. Příslušníci praporu Bergmann měly insignie německé a na rukávu stejnokroje měli na tmavě modrém poli tři zlaté vlčí hlavy spojené s centrálním zlatým kruhem.

## Bojové nasazení
Příslušnici legie bojové akce zahájili na jaře 1942. Do boje na frontu byly vyslány dva plně vybavené a vycvičené gruzínské prapory (795. a 796.) s celkovým počtem přes 2 000 vojáků a důstojníků. V roce 1943 dorazila z litevských výcvikových táborů druhá vlna gruzínských legionářů (797., 798., 799. a 822. prapor) a o několik měsíců později (na konci léta 1943) třetí vlna (823. a 824. prapor).
Prapory se účastnili bitvy o Kavkaz, kde se velení Wehrmachtu pokusilo vysadit vojska na území Gruzínské SSR za účasti gruzínských, abcházských a severokavkazských legionářů (zejména ve Svanetii a Abcházii) v naději, že se těmto jednotkám podaří vyprovokovat proněmecké povstání.  Výsadkáři byli zničeni nebo zatčeni NKVD nebo Rudou armádou. Dále se gruzínští legionáři zúčastnili Stalingradské bitvy a Kurské bitvy jako součást 198. německé pěší divize. Po zahájení sovětské ofenzívy gruzínští legionáři bránili přístupy k Charkovu.
Zásah Hitlera v lednu 1944 do záležitostí východních legií vedl k tomu, že zbývající gruzínské prapory byly přesunuty hlouběji do okupované Evropy – do Francie a Nizozemska, kde sloužily až do konce války. Část příslušníků legie přesun odmítla a zběhli k litevským národním partyzánům, ale většina se přesunu podřídila. Příslušníci legie se zúčastnili bojů při obraně Atlantického valu, kde padli do amerického zajetí. Následně byli zajatci repatriováni přes město Vladivostok a poté byli uvězněni do tábora číslo 320.
V březnu 1945 Spojenci shazovali letáky na pozice obsazené mimo jiné gruzínskými jednotkami, ve kterých jim slibovali rychlý návrat do SSSR. To gruzínské prapory povzbudilo k zoufalému odporu.
Podle dohod byli všichni sovětští občané nacházející se na území okupovaném Spojenci na konci války vydáni do Sovětskému svazu. Všichni navrátilci prošli filtračními tábory. Ti z kolaborantů, kteří se podíleli na zvěrstvech na území SSSR a Polska, byl popraven nebo poslán do gulagů.  

### Seznam praporů Gruzínské legie
| Číslo | Název              | Německý název                                       | Nasazení                                             | Informace |
| ----- | ------------------ | --------------------------------------------------- | ---------------------------------------------------- | --- |
| 795.  | Šalva Maglakelidze | Bataillon 795 Schalwa Maglakelidze                  | 1942 v Severní Osetii, 1943 ve Francii.              | Prapor se skládal z 934 Gruzínců a 41 Němců. 795. prapor byl v říjnu 1942 převelen na frontu do oblasti Nalčiku a přidělen k 23. tankové divizi 3. tankového sboru 1. tankové armády. Prapor nebyl složen výhradně z dobrovolníků, proto Němci měli pochybnosti o jeho spolehlivosti. Prapor trpěl dezercemi, proto byl stažen z frontové linie za účelem reorganizace. Následně se prapor zúčastnil krvavých bitev na osetsko-gruzínských hranicích. Gruzíni odrazili sovětské útoky na vesnice a zabránili jim v zajetí svých lidí nebo ukořistění zbraní. Po porážce u Stalingradu, 31. prosince 1942, prapor opustil své pozice a ustoupil do Rostova na Donu. Následně byli převezeni na Krym a prapor se dostal pod velení velení von Kleista. |
| 796.  | Prapor 796         | Bataillon 796                                       | 1942–1943 v Tuapse, Severní Kavkaz                   | Zformován v říjnu 1942 a spolu se 795. praporem byl odeslán na frontu. |
| 797.  | Giorgi Saakadze    | Bataillon 797 Giorgi Saakadse                       | 1943–1944 ve Francii                                 | Na jaře 1943 byl nasazen na východní frontě. Poté převelen do Francie. |
| 798.  | Erekle II.         | Bataillon 798 König Irakli II. Bagrationi           | 1943–1944 ve Francii.                                | Na jaře 1943 byl nasazen na východní frontě.Poté převelen do Francie. |
| 799.  | David Stavitel     | Bataillon 799 König David Bagrationi-Agamaschenebli | 1943–1944 ve Francii.                                | Na jaře 1943 byl nasazen na východní frontě. Vykonával bezpečnostní úkoly na Krymu. Poté převelen do Francie. |
| 822.  | Královna Tamara    | Bataillon 822 Königin Tamara                        | 1943–1944 ve Francii,1945 ostrov Texel (Nizozemsko). | V létě 1943 byl nasazen na východní frontě. Následně přesunut do Francie a Nizozemí.Jednotka se 5. dubna 1945 vzbouřila proti německému velení. V roce 1953 Nizozemci na své vlastní náklady postavili na místě vzpoury žulový památník na připomínku povstání. |
| 823.  | Šota Rustaveli     | Bataillon 823 Schota Rustaweli                      | 1943–1944 ve Francii.                                | Na podzim 1943 byl nasazen na východní frontě. Jednotka střežila ostrov Guernsey. |
| 824.  | Ilja Čavčavadze    | Bataillon 824 Ilia Tschawtschawadse                 | 1944, Lvov, Polsko                                   | Na podzim 1943 byl nasazen na východní frontě. |

### Prapor Bergmann
Další jednotkou s účastí Gruzínů a dalších Kavkazanů byl speciální oddíl pro propagandu a diverzní operace Bergmann (česky Horal, německy Sonderverband Bergmann). Vznikl v Německu v březnu 1942 a jeho prvním velitelem se stal Theodor Oberländer, zpravodajský důstojník a odborník na východní problematiku. Útvar se skládal z pěti rot: 1., 4. a 5. gruzínské, 2. severokavkazská a 3. ázerbájdžánská. Celkem čítal 300 Němců, 900 Kavkazanů a 130 gruzínských emigrantů a byl řízen Abwehrem. Od srpna 1942 působil Bergmann na kavkazské frontě, kde prováděl diverzní akce a agitaci v sovětském týlu u Grozného, Nalčiku, Mozdoku a Miněralnych Vod. Během bojů na Kavkaze byly z přeběhlíků a zajatců vytvořeny celkem čtyři pěší roty – gruzínská, severokavkazská, ázerbájdžánská a smíšená, a čtyři jízdní eskadrony – tři severokavkazské a jedna gruzínská. 
Prapor svůj původní úkol neplnil, ale sloužil jako policejní síla v boji proti sovětským partyzánům. Příslušníci praporu byli nasazeni také v operacích na Balkáně.

## Protiněmecký odboj v legiích
Na začátku října 1942 došlo v 795. praporu legie na Kavkaze k povstání, když se část vojáků pokusila přeběhnout k Rudé armádě. Téměř všichni Gruzíni padli v boji nebo byli následně zastřeleni Němci. Na sovětské pozice se probojovalo 33 mužů.
V celé Evropě, zejména v Itálii a Francii mnoho gruzínských vojáků wehrmachtu dezertovalo a připojilo se k místnímu odboji. Následkem toho byli zatčeni a perzekvováni trestními orgány Třetí říše. Mnoho Gruzínů pod německým velením zachránila pouze přímluva Alexandra Nikuradzeho, Michaila Achmeteliho a dalších gruzínských představitelů, kteří měli vliv v říšských správních orgánech.
Dne 5. dubna 1945 došlo pod vedením kapitána Šalva Loladzeho v Nizozemí k povstání 822. gruzínského praporu legie na ostrově Texel proti německému velení. Následovala dlouhá bitva, často označovaná jako poslední boj v Evropě, která trvala do 20. května 1945. Tato událost je známá jako Gruzínské povstání na Texelu.